# Silberschatz von Augsburg

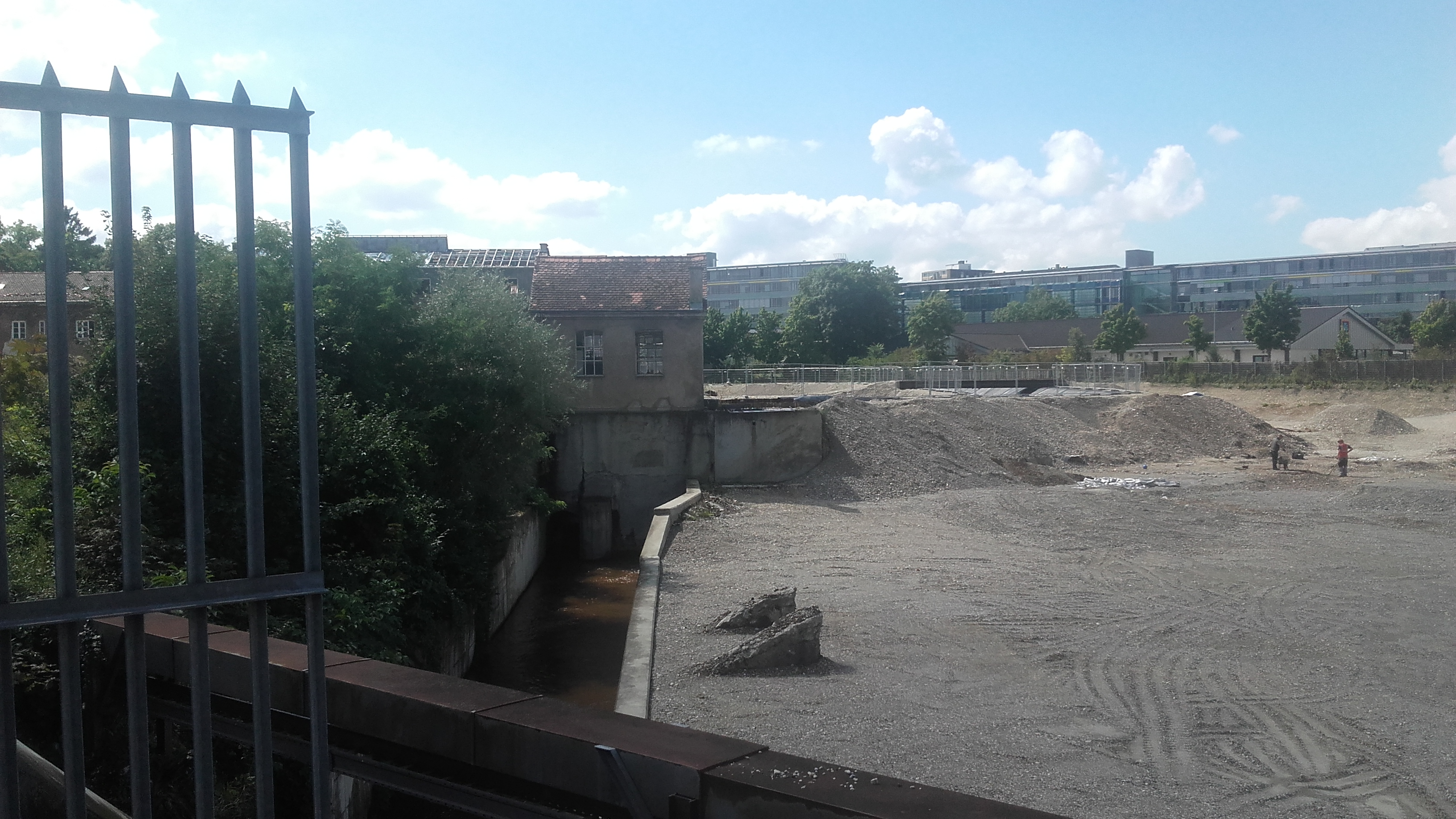
Der Fundort des Silberschatzes auf dem ehemaligen Produktionsgelände der Firma Zeuna Stärker (2021)

Der Silberschatz von Augsburg wurde im Jahr 2021 bei archäologischen Untersuchungen im Augsburger Stadtteil Oberhausen entdeckt, beim römischen Augusta Vindelicum. Er umfasst knapp 5600 römische Denare aus dem 1. und 2. Jahrhundert. Die Münzen weisen einen hohen Gehalt an Silber auf und haben ein Gesamtgewicht von über 15 Kilogramm. Es ist der größte in Bayern gefundene römische Münzschatz. Forscher zählen ihn zu den bedeutendsten Entdeckungen dieser Fundgattung in Deutschland.

## Beschreibung
Der Fundort befindet sich auf einem ehemaligen Produktionsgelände des Automobilzulieferers Zeuna Stärker westlich der Äußeren Uferstraße. Im Jahr 2021 haben Archäologen eines Grabungsunternehmens das Gelände unter Aufsicht der Stadtarchäologie Augsburg über mehrere Monate auf historische Hinterlassenschaften untersucht. Die Bodenuntersuchungen erfolgten vor dem Bau eines neuen Wohngebietes. Die Münzen lagen im Kies eines alten Flussbettes der Wertach etwa vier Meter unter der heutigen Erdoberfläche. Die Stelle liegt rund 200 Meter von einer Fundstelle entfernt, an der Archäologen wenige Monate zuvor römische Waffen, Werkzeuge, Schmuck und Keramik mit einem Gesamtgewicht von rund 400 Kilogramm geborgen hatten. Diese Fundstelle belegte, dass Augsburg der älteste Militärstützpunkt im heutigen Bayern ist.
Der Münzschatz wurde unter wissenschaftlichen Bedingungen geborgen und dokumentiert, so dass sämtliche Fundinformationen erhalten geblieben sind. Laut einer ersten Münzdatierung wurden die ältesten Münzen unter Kaiser Nero geprägt, der von 54 bis 68 n. Chr. herrschte. Die jüngsten Münzen entstanden unter Kaiser Septimius Severus, der von 193 bis 211 n. Chr. regierte.
Die Restaurierung der Silbermünzen einschließlich ihrer Erforschung ist an der Universität Tübingen im Rahmen einer Dissertation geplant und soll nach drei Jahren abgeschlossen sein. Zuvor fand eine temporäre Ausstellung der Münzen von Ende 2021 bis Anfang 2022 im Augsburger Zeughaus statt. Für später ist eine dauerhafte Ausstellung des Münzschatzes beabsichtigt.

## Bewertung
Forscher halten den Münzschatz wegen der großen Anzahl an Silbermünzen für eine der bedeutendsten Entdeckungen dieser Art in Deutschland. Die Römer hätten zwar in ihren nördlichen Provinzen häufig größere Geldmengen vergraben, die aber meist nur wenige hundert Münzen umfassten und bei denen es sich meist nicht um Silbermünzen handelte.
Der Geldbetrag war für antike Verhältnisse enorm, da der Wert der Münzen etwa 11 bis 15 Jahresgehältern eines Legionärs entsprach. Durch die weiteren wissenschaftlichen Untersuchungen der Fundmünzen werden Erkenntnisse zum Münzumlauf im frühen 3. Jahrhundert und zu den möglichen Besitzern sowie den Umständen der Verbergung erwartet. Nach ersten Vermutungen von Forschern kämen als Besitzer am ehesten Personen infrage, die im Umkreis des Militärs oder des Handels tätig waren. Laut dem Augsburger Stadtarchäologen Sebastian Gairhos könnte es sich um das Barvermögen eines Wein- oder Textilgroßhändlers gehandelt haben, der im damaligen Augsburg als der römischen Provinzhauptstadt Augusta Vindelicum Geschäfte machte. Der Schatz wurde vermutlich im frühen 3. Jahrhundert außerhalb der Stadt unweit der dort verlaufenden Römerstraße Via Claudia vergraben. Wahrscheinlich wurde er Jahrhunderte später durch ein Hochwasser des Flusses Wertach weggespült, so dass die Münzen verstreut im Flusskies lagen.
Die Stadt Augusta Vindelicum ging aus einem etwa 15 v. Chr. angelegten römischen Militärlager hervor, das als Keimzelle von Augsburg gilt und im heutigen Stadtteil Oberhausen lag. Später wurde die Stadt unter Kaiser Trajan (98–117 n. Chr.) zur Hauptstadt der römischen Provinz Raetia.